# Purpurlysing
Purpurlysing (Lysimachia atropurpurea) är en växtart i familjen viveväxter som förekommer naturligt på Balkan och i Turkiet. Arten odlas som trädgårdsväxt i Sverige.